# Olive Juliet Cockerell
Olive Juliet Cockerell (* 13. September 1868 in Dulwich, London; † 24. Juli 1910 im St Thomas’ Hospital, Lambeth, London) war eine englisch-britische Künstlerin und Illustratorin der Arts and Crafts-Schule. Sie wurde zusammen mit  Helen Nussey später zu einer frühen Wegbereiterin für Nutzgärten im Vereinigten Königreich.

## Leben
Cockerell war die Tochter von Sydney John Cockerell (1842–1877) und Alice Elizabeth, geborene Bennett. Ihre Brüder waren Sydney Carlyle Cockerell, später Direktor des Fitzwilliam-Museums, Theodore Dru Alison Cockerell, Entomologe, und der Buchbinder Douglas Bennett Cockerell. Ihr Großvater mütterlicherseits war der umstrittene John Bennett.
Cockerell studierte in den späten 1880er Jahren an der Chiswick School of Art. Sie wurde Künstlerin und Illustratorin, und ihre Zeichnungen fanden die Bewunderung von John Ruskin. Ruskin kept her letters Ruskin bewahrte ihre Briefe auf und sie besuchte ihn Anfang 1888 in Brantwood, seinem Haus im Lake District. Sie illustrierte Kinderbücher von A. M. W. Stirling  und von Mary De Morgan.
Cockerells Bruder Sydney hatte seit 1892 bei William Morris als dessen Privatsekretär zusammengearbeitet, war Sekretär von Kelmscott Press der Privatdruckerei von Morris, und nach seinem Tod 1896 Testamentsvollstrecker. Cockerell besuchte 1901 Kelmscott, das Haus von Morris, in dem seine Frau Jane Morris noch immer einen Großteil ihrer Zeit verbrachte. Es entwickelte sich eine enge und dauerhafte Freundschaft zwischen den beiden Frauen, die verschiedene Eigenschaften und Interessen teilten, darunter auch die für das Gärtnern.
Cockerells Patin war Octavia Hill, die mit ihrem Vater befreundet war, und Cockerell engagierte sich bei Hills philanthropischem Engagement in den ärmeren Vierteln Londons. Während sie Hill bei ihrer Arbeit half, lernte sie Helen Nussey kennen, die in der Gegend Sozialarbeit leistete. Cockerell und Nussey freundeten sich an und beschlossen, einen Nutzgarten (French market garden) anzulegen, der frisches Obst und Gemüse aus der Region anbauen und verkaufen sollte.
Im November 1906 schrieb Hill an Cockerell, besorgt über ihre Absicht, aufs Land zu ziehen, um eine Ausbildung als Gärtnerin zu absolvieren, was ihr eine „völlige Umkehrung des Berufs“ zu sein schien. Cockerell und Nussey begannen im Herbst 1907 mit der Suche nach einem Standort für die Gärtnerei. Ihre Suche begann in Hampshire, aber schließlich wählten sie ein Grundstück „auf dem Anwesen eines Freundes in Sussex“ in der Nähe des prähistorischen Forts Chanctonbury Ring. Der etwa 2 Hektar große Garten in der Nähe von Southwater, Horsham, wurde 1908 eröffnet.
Zu Beginn des 20. Jahrhunderts hatten die aus Frankreich herübergekommenen Gartenmethoden das Interesse der britischen Öffentlichkeit gewonnen und König Edward VII. besuchte zweimal einen „französischen Garten“. 1909 veröffentlichten Nussey und Cockerell das Buch A French garden in England: a record of the successes and failures of a first year of intensive culture, das Cockerell auch illustrierte.
Cockerells Gesundheitszustand verschlechterte sich und sie starb 1910 im Pflegeheim des St Thomas’ Hospitals in London an Krebs.  Ihr Tod führte zur Schließung der Gärtnerei, die sich im September 1910 auflöste. Ihre Asche wurde von Ruskins Boot aus auf dem Coniston Water verstreut.